# 紐倫

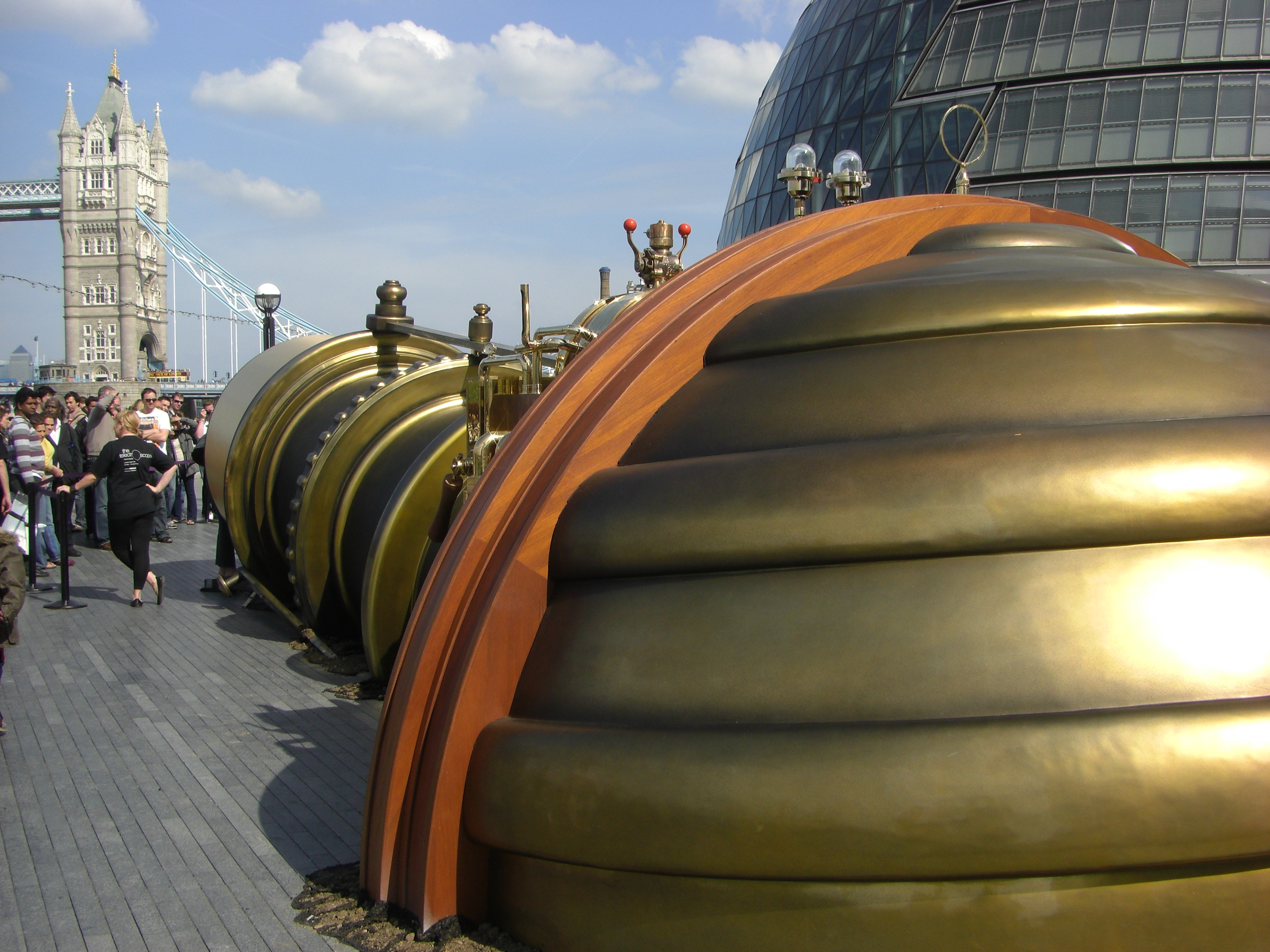

NyLon (紐倫) 是紐約市和倫敦作為友好城市的概念—英美世界的金融和文化之都。 一個由高收入專業人士所構成的共同社區，他們多藉由跨大西洋航線以往返於這兩個城市間。 為滿足此共同社區的品味， Time Out和Conran等企業皆在這兩個城市設置了分支機構。 
在《Nylon》雜誌中，與這兩個城市有關的文章明確報導了此一光景。

## 經濟、金融和全球影響力
紐約和倫敦被認為是各自國家的經濟中心，紐約的華爾街和曼哈頓中城，以及倫敦市和金絲雀碼頭，都並肩為世界上最杰出的中央商務區。同樣地，紐約證券交易所和倫敦證券交易所是世界上最大的兩所證券交易所（紐約證券交易所是最大的）。
此外，根據 GaWC (2020) 的報告，倫敦和紐約被認為是世界上僅有的兩個 Alpha++ 排名的全球城市。
前任法國財政部長克莉斯蒂娜·拉加德（Christine Lagarde）承認了這對友好城市的主導地位，她希望巴黎也能成為一個與之相仿的國際金融中心。其他同樣正在成為同一級別城邦的城市包括杜拜和上海。 但自金融危機和經濟衰退以來，兩個城市之間的旅客人次有所减少。  2008年，著名新聞雜誌《時代雜誌》創造並提及了「 Nylonkong (紐倫港) 」一詞，其中包括紐約市、倫敦和香港，分别作為美洲、歐洲-非洲和亞太地區的中心城市。 
全球城市關係網由眾多配對或城市二元組組成。 2015 年，對這些兩兩一組的服務流進行排名時，NyLon (紐倫) 排名第一。前 10 名是： 
1. 倫敦 – 紐約
2. 倫敦 – 香港
3. 紐約 – 香港
4. 倫敦 – 巴黎
5. 倫敦 – 新加坡
6. 紐約 – 巴黎
7. 紐約 – 新加坡
8. 倫敦 – 東京
9. 倫敦 – 上海
10. 紐約 – 東京

## 休閒娛樂、文化和藝術
這兩個城市都是各自國家重要的文化中心和地標的所在地。這兩者被認為是世界上最偉大的現場戲劇和表演藝術中心。例如，它們各自的劇院區——紐約百老匯和倫敦西區——共同代表了英語世界現場戲劇的最高巔峰，並被認為是彼此的對手。 此外，兩個城市還擁有許多表演藝術、音樂會和體育館，例如紐約的阿波羅劇院、麥迪遜廣場花園、卡内基音樂廳、無線電城音樂廳、巴克萊中心、林肯中心和BAM以及倫敦的布里克斯頓的O2體育館與學院、皇家國家劇院、新維克劇院、舊維克劇場、莎士比亞環球劇場和巴比肯藝術中心。
同樣地，這兩個城市都擁有聞名世界的博物館，如紐約的大都會藝術博物館、現代藝術博物館、所羅門古根漢美術館、布魯克林博物館和美國自然史博物館，以及倫敦的泰特不列顛、大英博物館、倫敦國家美術館、 V&A和倫敦自然歷史博物館。
兩個城市都是公認的「時尚之都」，並分别主辦「四大」時裝周之一：紐約時裝周和倫敦時裝周。兩者還操辦了多項著名的體育賽事，包括四大網球公開賽中的美國公開賽和溫布頓網球公開賽。

## 公園、交通和城市風光
雖然倫敦明顯擁有更多的綠地（倫敦有3,000 個公園，而紐約有 1,700 个公園），但這兩個城市都擁有世界上一些遠近馳名且修剪完善的公園，如位於紐約的中央公園、河濱公園、展望公園和法拉盛草原–可樂娜公園，以及位於倫敦的海德公園、攝政公園、漢普斯特德荒野、肯辛頓花園和里士滿公園。
兩個城市中有許多重複的地名和社區名稱，例如車路市 (倫敦) 和雀兒喜 (紐約) ；蘇豪區 (倫敦) 和蘇豪區 (紐約) ；以及肯辛頓 (倫敦) 和肯辛頓 (紐約) 。同樣地，幾個區域也表現出明顯的相似之處，例如紐約時代廣場與倫敦萊斯特廣場或皮卡地里圓環相比。
此外，這兩個城市的居民都重度依賴大眾運輸工具，紐約地鐵和倫敦地鐵分别是紐約人和倫敦人的主要交通工具。

## 更多有趣的條目
- 全球公民意識
- 環遊世界的富豪 (Jet set)
- NY-LON——一部以兩個城市為背景的影劇
- NYLON ——以紐約和倫敦概念為標題的雜誌
- 英美特殊關係